# Punt e Mes
Il Punt e Mes è un vermut italiano creato nel 1870.
non è tipico della Milano degli anni ruggenti ma di Torino degli anni ruggenti. In quegli anni si è diffuso a Milano e in Italia 

## Storia
Si narra che il 19 aprile 1870, a Torino, nella bottega Carpano prospiciente il palazzo dell'allora Borsa di Torino, un agente di borsa, alla richiesta del barista su quale bevanda volesse, avesse risposto, sovrappensiero per la variazione del valore in punti di un titolo, 'n punt e mes, cioè una variazione della quotazione del titolo di un punto e mezzo, da cui sarebbe derivato il nome per un vermouth corretto con mezza parte di china.

## Prodotto
Il Punt e Mes è una miscela di vermouth rosso ed elisir di china. Il nome deriva dal piemontese 'n punt e mes (AFI [əŋ punt e mɛz]), che letteralmente significa "un punto e mezzo" e sta per un punto di dolce e mezzo di amaro (china). Il Punt e Mes può essere servito liscio, con aggiunta di soda - prendendo il nome di Punt e Mes Yes - o essere utilizzato nella preparazione di diversi cocktail contenenti vermouth, quali Negroni, Americano, Milano Torino o Manhattan.

### Varietà
Il Punt e Mes è disponibile in due versioni:
- Punt e Mes (1870): Vermouth rosso e china, distribuito in bottiglie da 75 o 100 cl.
- Punt e Mes YES (2021): cocktail premiscelato composto da vermouth Punt e Mes e soda in parti uguali. Lanciato il 20 maggio 2020,[6] è distribuito in bottigliette di vetro da 10 cl.

## Promozione
Tra le pubblicità storiche del prodotto si ricorda il caratteristico logo ideato nel 1960 da Armando Testa e costituito dalla rappresentazione prospettica di un'emisfera poggiante sulla convessità sormontata a brevissima distanza da una sfera di pari diametro, entrambe di colore rosso scuro.

## Cultura di massa

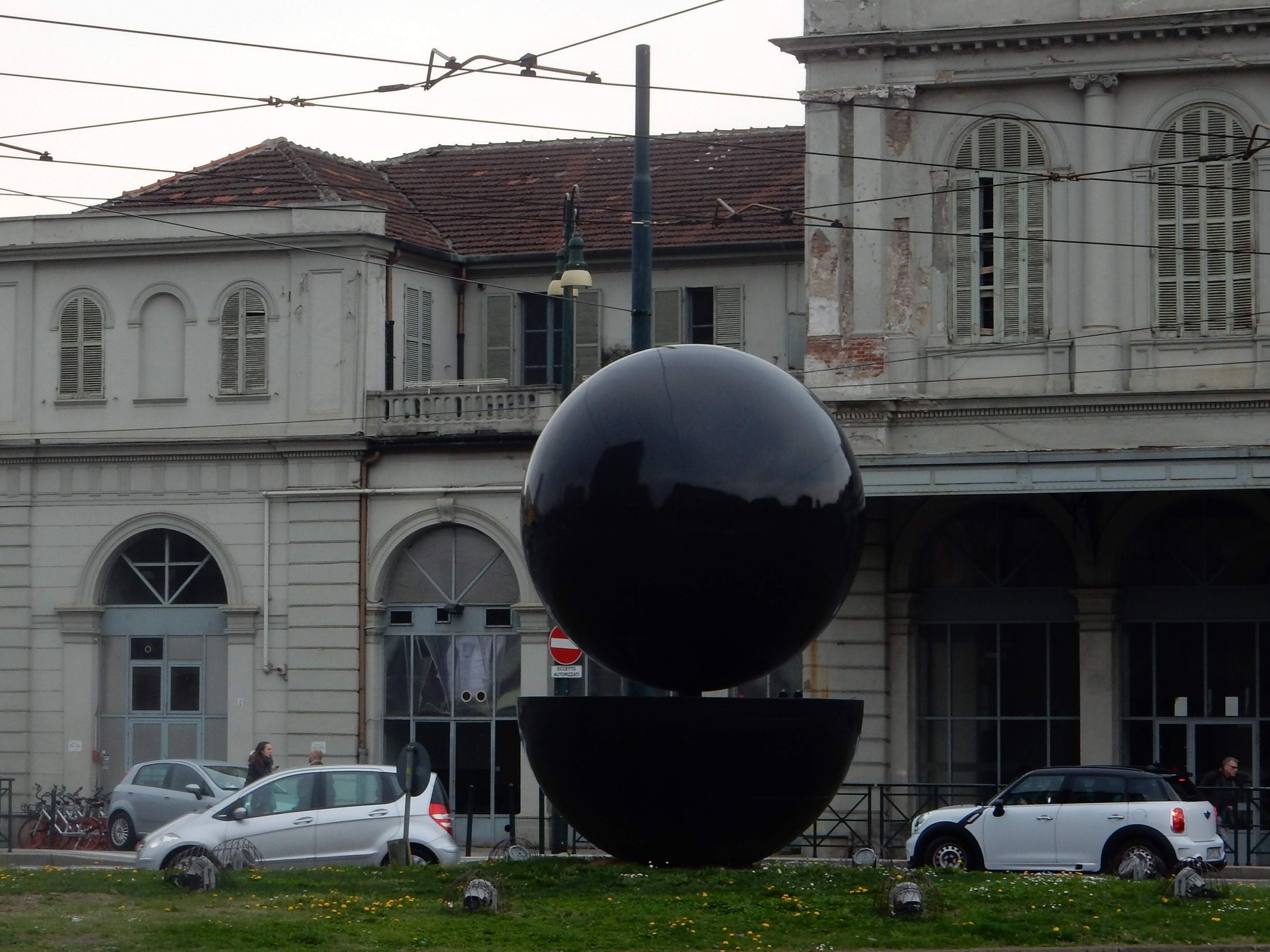
Sintesi '59, scultura rappresentante il logo del Punt e Mes

Il fondatore della FIAT, nonché senatore, Giovanni Agnelli usava pasteggiare con un bicchiere di Punt e Mes.
Nel 2015 la famiglia Testa ha donato alla città di Torino Sintesi 59, una scultura che rappresenta il logo del Punt e Mes, ideato dal pubblicitario Armando Testa, che è stato posto in piazza XVIII Dicembre.